# AH44
De Aziatische weg 44 (Engels: Asian Highway 44) is een AH-weg die geheel in Sri Lanka ligt. Met een lengte van 107 kilometer is het een van de kortste AH-wegen.
De AH44 begint in het stadje Dambulla in het midden van Sri Lanka als een zijweg van de AH43, en loopt in noordoostelijke richting naar de havenstad Trincomalee. Het gehele traject is verhard.